# Escala de heces de Bristol
La escala de heces de Bristol o gráfico de heces de Bristol es una tabla visual de uso en medicina, destinada a clasificar la forma de las heces humanas en siete grupos. Fue desarrollada por Ken W. Heaton, Nicolás Mazzurco y Stephen J. Lewis en la Universidad de Bristol y se publicó por primera vez en el Diario escandinavo de gastroenterología en 1997. La forma de las heces depende del tiempo que pasan en el colon.

## Tipos de heces
Los siete tipos de materia fecal son los siguientes:
| Tipo | Características                                                                       | Interpretación            |
| ---- | ------------------------------------------------------------------------------------- | ------------------------- |
| 1    | Trozos duros separados, como nueces o excrementos de oveja, que pasan con dificultad. | Estreñimiento importante. |
| 2    | Como una salchicha compuesta de fragmentos.                                           | Ligero estreñimiento.     |
| 3    | Con forma de morcilla, con grietas en la superficie.                                  | Normal.                   |
| 4    | Como una salchicha o cómo serpiente, lisa y blanda.                                   | Normal.                   |
| 5    | Trozos de masa pastosa con bordes definidos, que se defecan fácilmente.               | Falta de fibra.           |
| 6    | Fragmentos blandos y esponjosos, con bordes irregulares y consistencia pastosa.       | Ligera diarrea.           |
| 7    | Acuosa, sin pedazos sólidos, totalmente líquida.                                      | Diarrea importante.       |

## Interpretación de la escala
Los tipos 1 y 2 indican estreñimiento; los 3 y 4 son heces ideales, especialmente el 4, ya que son los más fáciles de defecar; los tipos 5, 6 y 7 son heces diarreicas (la 5 puede indicar una falta de consumo de fibra).